# Enioche (figlia di Armenio)
Enioche (in greco antico: Ἡνιόχη?, Hēnióchē) è un personaggio della mitologia greca.

## Genealogia
Figlia di Armenio, figlio di Zeussippo, fu moglie di Andropompo e madre di Melanto di Atene.

## Mitologia
Proveniva dalla famiglia dei re di Fere in Tessaglia, discendente da Admeto. 
Così come Armenio potrebbe essere l'eroe eponimo degli Armeni, Enioche fu forse l'eponima di Enioche, città posta sulla costa caucasica del Mar Nero che si trova vicino all'Armenia.